# Храпеєво
Храпеєво (рос. Храпеево) — присілок в Жуковському районі Калузької області Російської Федерації.
Населення становить 4 особи. Входить до складу муніципального утворення Село Трубино.

## Історія
Від 2004 року входить до складу муніципального утворення Село Трубино

## Населення
| 2002 | 2010 |
| ---- | ---- |
| 1    | ↗4   |